# تیپ ۱ کوهستانی لهستان
تیپ ۱ کوهستانی (لهستانی: 1. Brygada Górska) یکی از واحدهای نیروی زمینی لهستان بود که پیش از آغاز جنگ جهانی دوم ایجاد گشت و در جنگ با آلمان به عنوان جزئی از سپاه کراکوف حضور داشت. این تیپ در ۷ ژوئیه ۱۹۳۹ با هدف دفاع از بال جنوبی سپاه کراکوف در ناحیه میان ژویتس و رابکا از واحدهای سپاه حفاظت مرزی تشکیل شد.
در روز ۱ سپتامبر تیپ ۱ کوهستانی مورد هجوم چهار لشکر آلمانی قرار گرفت و نبرد سنگینی در اطراف ونگیرسکا گورکا درگرفت که تلفات سنگینی را به تیپ وارد کرد. شب هنگام و با توجه به عقب‌نشینی لشکر ۲۱ کوهستانی که در مجاورت تیپ ۱ کوهستانی وجود داشت شانس بیشتری برای دفاع وجود نداشت و به نیروها دستور عقب‌نشینی ابلاغ گشت. نیروهای تیپ در طول عقب‌نشینی به سمت وادوویتسه به یاری تیپ موتوری تحت امر ژنرال استانیسواو ماچک با درگیری‌های پراکنده سعی کردند تا پیشروی نیروهای آلمانی را با مشکل مواجه کنند.
در روز ۴ سپتامبر و پس از نابودی اکثر یگان‌های تیپ توسط نیروهای آلمانی، باقی مانده توان این تیپ در نزدیکی بوخنگا توسط آلمانی‌ها نابود شد و این تیپ به صورت کامل از میان رفت.